# باسم بيلو
باسم بيلو (بالسريانية: ܒܣܝܡ ܒܝܠܘ) هو سياسي آشوري من العراق. أصله من القوش، وكان سابقًا عمدة بلدة تلكيف، وهو أيضًا أطول العمداء خدمة في منطقة تلكيف. يتبع كنيسة الكلدان الكاثوليكية، وكان عضوًا في الحركة الديمقراطية الآشورية حتى انفصاله عن الحزب في عام 2013 لتأسيس أبناء النهرين.

## المسيرة المهنية
أصله من القوش وانتُخب لأول مرة عمدة لتلكيف في عام 2004، وكان عمدة خلال حرب العراق. كعضو في الحركة الديمقراطية الآشورية، قام بالعديد من المبادرات لحماية السكان الآشوريين في قريته. في عام 2010، حضر احتفالًا مع الكتيبة الأولى من فوج المشاة 36 لإعادة فتح مدرسة ابتدائية في البلدة.
انتقد باسم علنًا الحزب الديمقراطي الكردستاني ودوافعه في سهل نينوى، مما عرضه للجدل في الماضي. في عام 2008، أصدر بيان رسمي من الحركة الديمقراطية الآشورية للدفاع عن باسم ضد الاتهامات الموجهة إليه من المجلس الشعبي الكلداني السرياني الآشوري، والذي زعم أنه استغل منصبه كعمدة لمنعهم من الاجتماع مع الأمم المتحدة في العراق. كما كان ينتقد علنًا حكومة إقليم كردستان التي تسعى لتأكيد السيطرة على مناطق في سهل نينوى، وهو ما بُلغ عنه في وثيقة ويكيليكس من عام 2008. في مقابلة، صرح باسم: "المسيحيون هم اللحم في السندويتش بين العرب والأكراد..."، ودعا لتحديد نينوى كوحدة إدارية داخل العراق. في وقت سابق خلال حرب العراق، واجه باسم تهديدات لمنصبه كعمدة من الحزب الديمقراطي الكردستاني، حيث وُبخ علنًا بسبب رحلات حكومية رسمية كانت تحت ولاية الحكومة العراقية.
عندما سيطر تنظيم داعش على سهل نينوى في عام 2014، أُجلي باسم من المدينة حتى استعادتها القوات العراقية. ذكر باسم أنه لم يتمكن من إحصاء الأسر الآشورية المتبقية في تلكيف، لكنه عبر عن أمله في المستقبل ودوره كعمدة للمدينة.
ترأس باسم أبناء النهرين حتى حل الحزب لإعادة الاتحاد مع الحركة الديمقراطية الآشورية في عام 2024.

## الإقالة وإعادة التعيين كعمدة
في أغسطس 2017، أُقيل باسم كعمدة من قبل مجلس محافظة نينوى بقيادة الحزب الديمقراطي الكردستاني. جاءت إقالته بعد إقالة فايز عبد جاهو من منصبه واستبداله بلارا زارا في القوش. في مقابلة مع تلفزيون آشور، صرح باسم بأنه كان على دراية بنية المجلس لإزالته قبل قرارهم الرسمي. كما ذكر أن إقالته كانت مرتبطة باستفتاء استقلال إقليم كردستان في عام 2017، وإزالة أي معارضة محتملة للتصويت.
أُعيد تعيينه في أغسطس 2018 بموجب مرسوم من محافظة نينوى، الذي أقال جاجو من منصبه. بعد المرسوم، صرح باسم في مقابلة مع معهد السياسة الآشورية: "أنا ممتن لكل من وقف إلى جانبنا وساندنا، بأي شكل من أشكال الدعم الذي قدموه. لقد منحنا ذلك القوة للاستمرار في العمل لتأمين حقوقنا كما يقتضي القانون. سنواصل السعي لتحقيق العدالة لشعبنا. ما حدث اليوم كان مفرحًا للجميع—هذا ليس عني كفرد. إنه عن جميع شعبنا الآشوري الذي رأى اليوم على الأقل أحد حقوقنا يعود إلينا."
استمر باسم في العمل على مساعدة السكان الآشوريين المتبقين في تلكيف، وتوفير الفرص لبناء البنية التحتية اللازمة وتشجيع عودة السكان السابقين. في عام 2024، أُقيل من قبل حركة بابليون وريان الكلداني في تغيير قيادي جماعي للقادة المسيحيين واليزيديين في سهول نينوى، واُستبدل برعد ناصر.